# Lakeside Park
Lakeside Park é uma cidade localizada no estado americano de Kentucky, no Condado de Kenton.

## Demografia
Segundo o censo americano de 2000, a sua população era de 2869 habitantes.
Em 2006, foi estimada uma população de 2672, um decréscimo de 197 (-6.9%).

## Geografia
De acordo com o United States Census Bureau tem uma área de
2,0 km², dos quais 2,0 km² cobertos por terra e 0,0 km² cobertos por água.

## Localidades na vizinhança
O diagrama seguinte representa as localidades num raio de 4 km ao redor de Lakeside Park.